# Кобыльники (Вонсош)
Кобыльники (пол. Kobylniki) — посёлок на северо-востоке Польши, в гмине Вонсош Гурувского повята Нижнесилезского воеводства.
Входит в состав солецтва Плоски (пол. Płoski).

## История
До 1945 года село находилось в составе Германии. В 1975—1998 годах Кобыльники с окрестностями административно принадлежали Лешновскому (Лещинскому) воеводству.
История села пересекается с историей Гурувского повята.